# Dlhá nad Váhom
Dlhá nad Váhom és un poble i municipi d'Eslovàquia que es troba a la regió de Nitra, al sud-oest del país. El 2011 tenia 865 habitants.

## Demografia
| Godina             | 1994 | 2004   | 2014   | 2024   |
| ------------------ | ---- | ------ | ------ | ------ |
| Nombre de persones | 878  | 906    | 864    | 925    |
| Diferència         |      | +3,18% | −4,63% | +7,06% |

| Godina             | 2023 | 2024   |
| ------------------ | ---- | ------ |
| Nombre de persones | 928  | 925    |
| Diferència         |      | −0,32% |